# Rosalie (chanson)
Pour les articles homonymes, voir Rosalie.
Rosalie est une chanson nostalgique sur un ton humoristique, d'abord connue en Guadeloupe lorsqu'elle fut chantée par Georges Plonquitte sur un album dont elle était une chanson-phare. Elle fut par la suite interprétée par Carlos, issue de l'album Rosalie et adaptée du créole guadeloupéen au français par Claude Lemesle. C'est alors qu'elle connut un succès dans l'hexagone après avoir d'abord été un tube en Guadeloupe. 

## Histoire
Rosalie sort en 1977 par Georges Plonquitte en Guadeloupe avant de se répandre aux Antilles puis à Paris. Claude Lemesle adapte les paroles en français, sans chercher à être fidèle au texte original à part le refrain.

## Version de Claude Lemesle
Elle évoque sur un ton léger l'histoire d'un homme (le chanteur-narrateur) qui a vécu une histoire d'amour avec une femme qui l'a trompé (« Rosalie, elle m'aimait bien, Rosalie, elle mentait bien »).
Le thème musical a été repris dans les années 1980 dans le cadre d'une publicité pour la marque Oasis (« Oasis, Oasis, c'est bon c'est bon, Oasis, Oasis, tou'l'monde aime ça »).